# Осипов Валентин Маркович
О́сипов Валенти́н Ма́ркович  (нар. 25 серпня 1922 — пом. 8 січня 2007) — радянський військовик, генерал-майор (1963).

## Біографія
Народився 25 серпня 1922 року у Вітебську (Білорусь). В дитячому віці разом з батьками переїхав до Москви.
По закінченню 8 класів вступив до Московської артилерійської спецшколи, а звідти — до Рязанського артилерійського училища.

### Радянсько-німецька війна
Після закінчення училища у 1942 році направлений на Калінінський фронт. Призначений командиром взводу оптичної розвідки окремого розвідувального артилерійського дивізіону.
З 1944 року — помічник начальника розвідувального відділу 5-го артилерійського корпусу прориву на 3-му Білоруському фронті.
Брав участь у визволенні Ржева, Орла, Вільнюса, Каунаса. Учасник штурму Кенігсберга. День Перемоги зустрів у Курляндії.
Влітку 1945 року в складі корпусу направлений до Монголії. Через Хінганський перевал перейшов до Маньчжурії. Бойовий шлях закінчив у Порт-Артурі.

### Повоєнна служба
У 1950 році направлений на навчання до Артилерійської інженерної академії імені Ф. Е. Дзержинського. Після закінчення академії в 1955 році призначений командиром артилерійського полку в Прибалтійському ВО.
Був начальником штабу, а з травня 1960 по жовтень 1962 року — командиром 18-ї ракетної дивізії (Шадринськ).
З жовтня 1962 по серпень 1965 року — командир 43-ї гвардійської ракетної Смоленської орденів Суворова і Кутузова дивізії (Сумська область).
22 лютого 1963 року присвоєно військове звання генерал-майор.
У 1965 році призначений першим заступником командира 9-го окремого ракетного корпусу (Хабаровськ). Згодом займав посади начальника штабу 31-ї ракетної армії (Оренбург), начальника 80-го навчального центру ракетних військ (Котовськ).

### В запасі
У 1979 році за віком звільнився зі Збройних сил СРСР.
Працював старшим інженером Одеського БМУ тресту «Спецелеватормлинмонтаж».
За сімейними обставинами переїхав до міста Первомайська Миколаївської області.
Помер 8 січня 2007 року. Похований в Первомайську на кладовищі по вулиці Кам'яномостівській.

Могила В. М. Осипова

## Громадська діяльність
Член КПРС. Обирався делегатом XXII з'їзду КПРС (1961). Був членом бюро Курганського обкому КПРС.
Неодноразово обирався депутатом різних рівнів.
Тривалий час очолював Первомайську міську організацію ветеранів війни та праці, з потім був її почесним головою.

## Нагороди
- Орден Богдана Хмельницького 3-го ступеня (14.10.1999).
- Орден Вітчизняної війни 1-го ступеня (11.03.1985).
- Орден Вітчизняної війни 2-го ступеня (14.05.1945).
- Два ордени Червоної Зірки (06.02.1944, 1956).
- Орден «За службу Батьківщині в Збройних Силах СРСР» 2-го ступеня.
- Орден «За службу Батьківщині в Збройних Силах СРСР» 3-го ступеня.
- Медалі,
  - в тому числі дві «За бойові заслуги» (16.11.1942, …).
- Почесний громадянин міста Первомайська[2]